# Norfolk Botanical Garden
Il Norfolk Botanical Garden è un orto botanico situato a Norfolk in Virginia.

## Storia
Fondato come Norfolk Azalea Garden nel 1938 quando la città di Norfolk riservò 75 acri (300 000 m²) di bosco, più altri 75 acri (300 000 m²) di riserva come giardino cittadino. Nel 1938, grazie a un finanziamento della Works Progress Administration, 200 donne afroamericane e 20 uomini ripulirono il sito. Per il marzo 1939 erano state piantate 4000 azalee e 2000 rododendri, diverse migliaia di cespugli e alberi e 1000 mazzi di narcisi.
Nel 1958 la gestione fu assunta dalla Old Dominion Horticultural Society. Il giardino arrivò fino a coprire 175 acri (710 000 m²), ma l'espansione dell'aeroporto Internazionale di Norfolk sottrasse 20 acri.
Tra gli anni 1950 e 1960 furono aggiunti diversi giardini, tra cui uno giapponese, di piante desertiche, coloniale e di rose.
Dal 2005 è elencato nel National Register of Historic Places.

## Giardini
Il Norfolk Botanical Garden offre visite organizzate in tram, a piedi e in barca, ed offre numerosi giardini, tra cui:
- All-American Selections Display Garden:una selezione di nuove varietà annuali americane.
- Annette Kagan Healing Garden: piante medicinali, torrente e piscine
- Bicentennial Rose Garden (1976): oltre 3000 piante di rose che rappresentano più di 430 varietà
- Border Walk: tradizionale confine inglese con tulipani, giacinti, viole wittrockiana, azalee 'Diane', petunie e gomphrena.
- Bristow Butterfly Garden (2 acri): un habitat per farfalle e falene
- Colonial Herb Garden: giardino di erbe americane del XVIII e XIX secolo, circondato da buxus.
- Conifer Garden: grandi e piccole conifere, incluse thuja, cryptomeria, chamaecyparis, ginepri, and pecci.
- Fern Glade: numerose specie di felci.
- Flowering Aboretum (17.5 acri): una collezione di 336 alberi da fiore.
- Four Seasons Garden e Wildflower Meadow (1994): più di 50 specie di fiori selvatici e 10 specie di fiori erborei.
- Fragrance Garden (1963): piante aromatiche, comprese myrica, chionanthus, lavanda, osmanthus, menta piperita, wintersweet e fiori da bulbo aromatici.
- Hofheimer Camellia Garden (1992): più di 500 varietà di camellia, soprattutto japonica e sasanqua.
- Holly Garden & Turner Sculpture Garden (1950s, 3 acri): ilex sempreverdi in giardini a "stanze". Il giardino contiene 121 varietà di ilex, inclusi più di 20 tipi americani e asiatici e una dozzina di inglesi.
- Japanese Garden (1962): giardino giapponese in onore della città gemellata di Moji, in Giappone, ridedicato nel 1962 a Kitakyūshū (che venne formata unendo le precedenti città di Moji, Tabata, Yahata e Wakamatsu). Riprogettato e aggiornato nel 1995.
- Kaufman Hydrangea Garden: quasi 200 varietà di ortensie e altre piante simili.
- Matson Garden (0.25 acri): grande tratto di piante perenni e piccoli gruppi misti.
- Mirror Lake (1939): lago con un sentiero pavimentato e un piccolo sentiero nel bosco.
- NATO Overlook: vista del giardino con sequoie e cedri dell'Atlante, così chiamato in onore della vicina installazione della NATO
- Norfolk International Airport Overlook: mappa dettagliata del vicino aeroporto Internazionale di Norfolk, con una descrizione del funzionamento degli aerei. I visitatori posso ascoltare le comunicazioni di terra dell'aeroporto.
- Purity Garden: scultura della Madonna con bambino di Pietro Cataldi, con uno sfondo di camelie.
- Renaissance Garden (1994): sullo stile dei giardini rinascimentali italiani della fine XVI secolo, con viste, terrazze, staccionate in pietra, statue delle stagioni e fontane e laghetti.
- Rhododendron Glade: più di 175 varietà di azalee e rododendri.
- Sarah Lee Baker Perennial Garden (1 acre): più di 200 varietà di piante perenni in un ambiente formale con fontane di calcaree e canali.
- Statuary Vista: undici statue eroiche alte 2 metri scolpite in marmo di carrara da Moses Jacob Ezekiel a Roma per William Wilson Corcoran, fondatore della Corcoran Gallery of Art a Washington D.C. Queste statue furono originariamente progettate per essere poste al secondo piano della Corcoran Gallery e ritraggono famosi artisti, tra cui Rembrandt, Rubens, Canova, Fidia, Murillo, Dürer, da Vinci.
- Sunken Garden (1963): laghetto con posti all'ombra e girasoli
- Tropical Garden: banani, araceae, eucalipti, zenzeri, ecc.
- Virginia Native Plant Garden (6 acri): quattro comunità di piante che in passato coprivano molta della Virginia sudorientale. cipressi delle paludi / tupelo; foreste a legno duro; Pinus palustris e cedri di Atlante bianchi.
- Winter Garden: piante invernali
- World of Wonders (3 acri): per famiglie e bambini.

## Galleria d'immagini

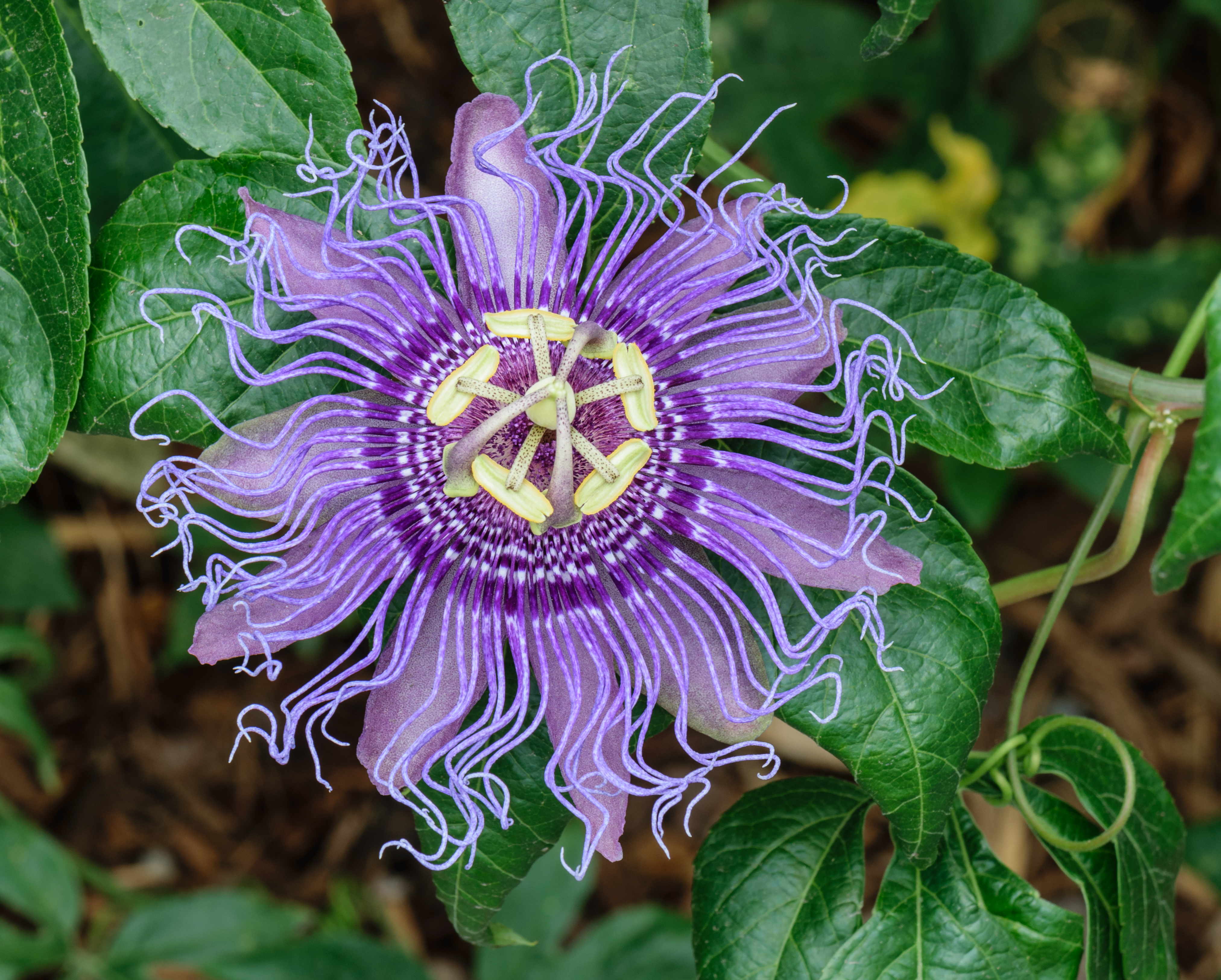
Passiflora incarnata (fiore della passione) nella Butterfly House
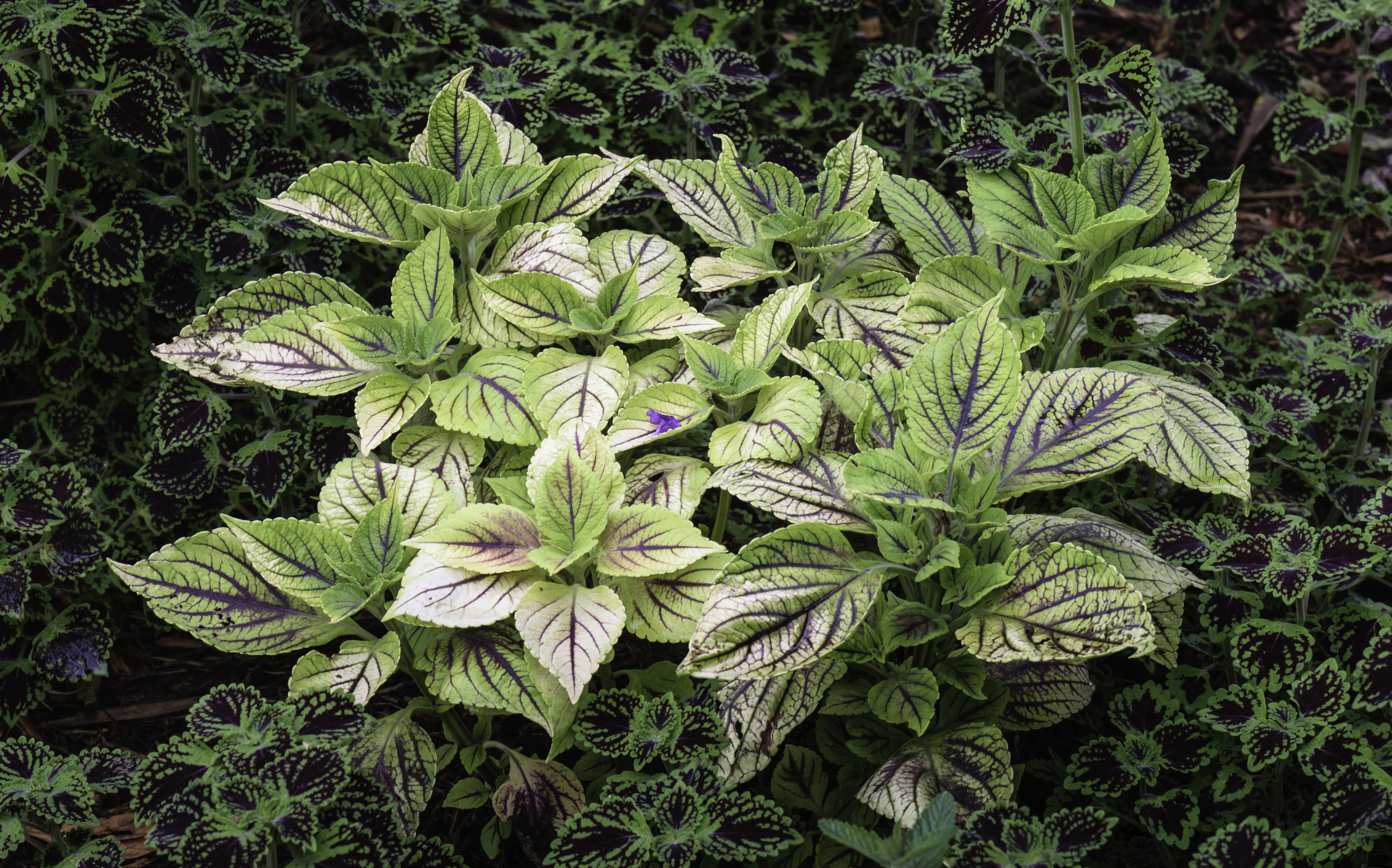
Due tipi di Plectranthus scutellarioides (Coleus).
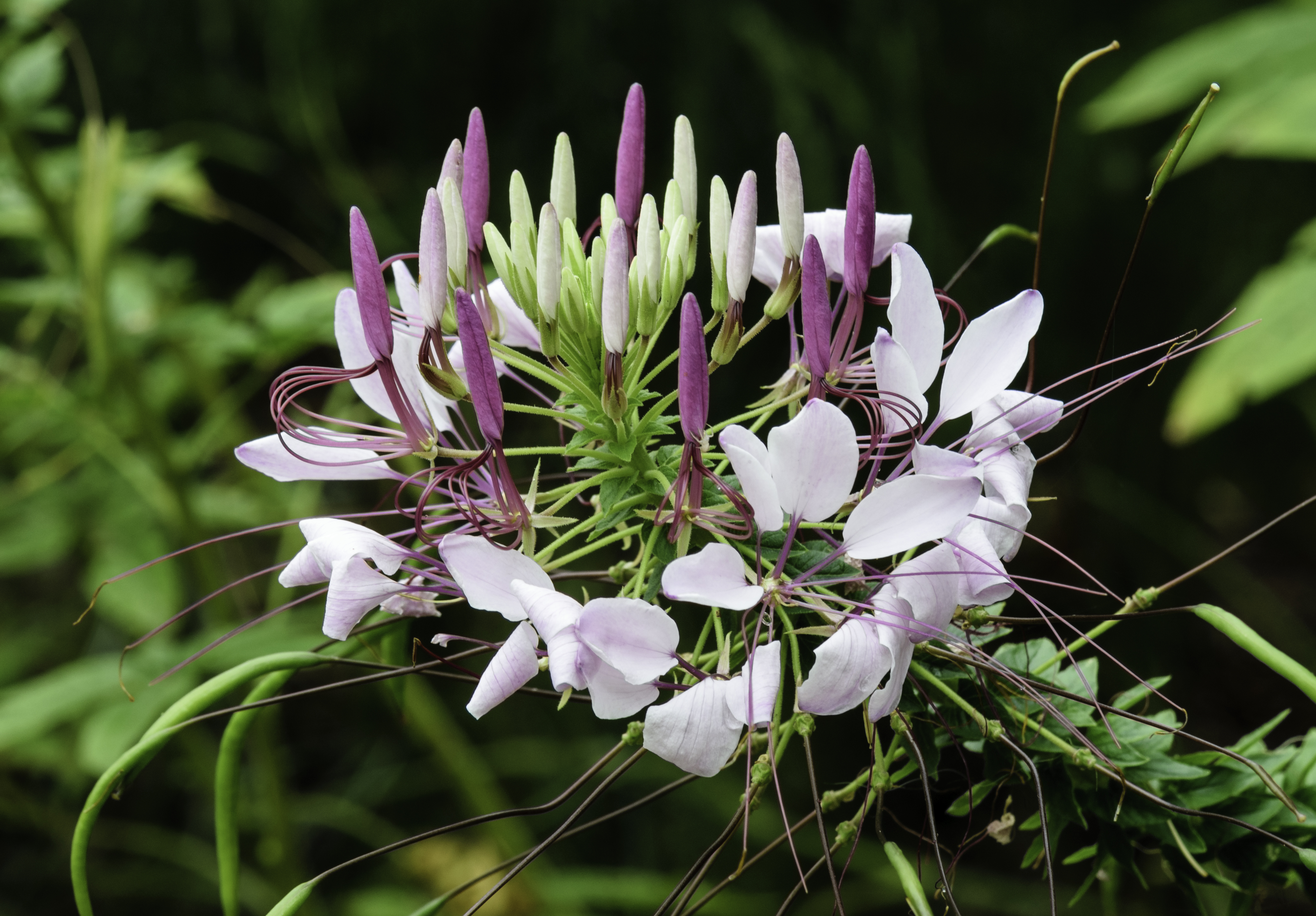
Cleome hassleriana
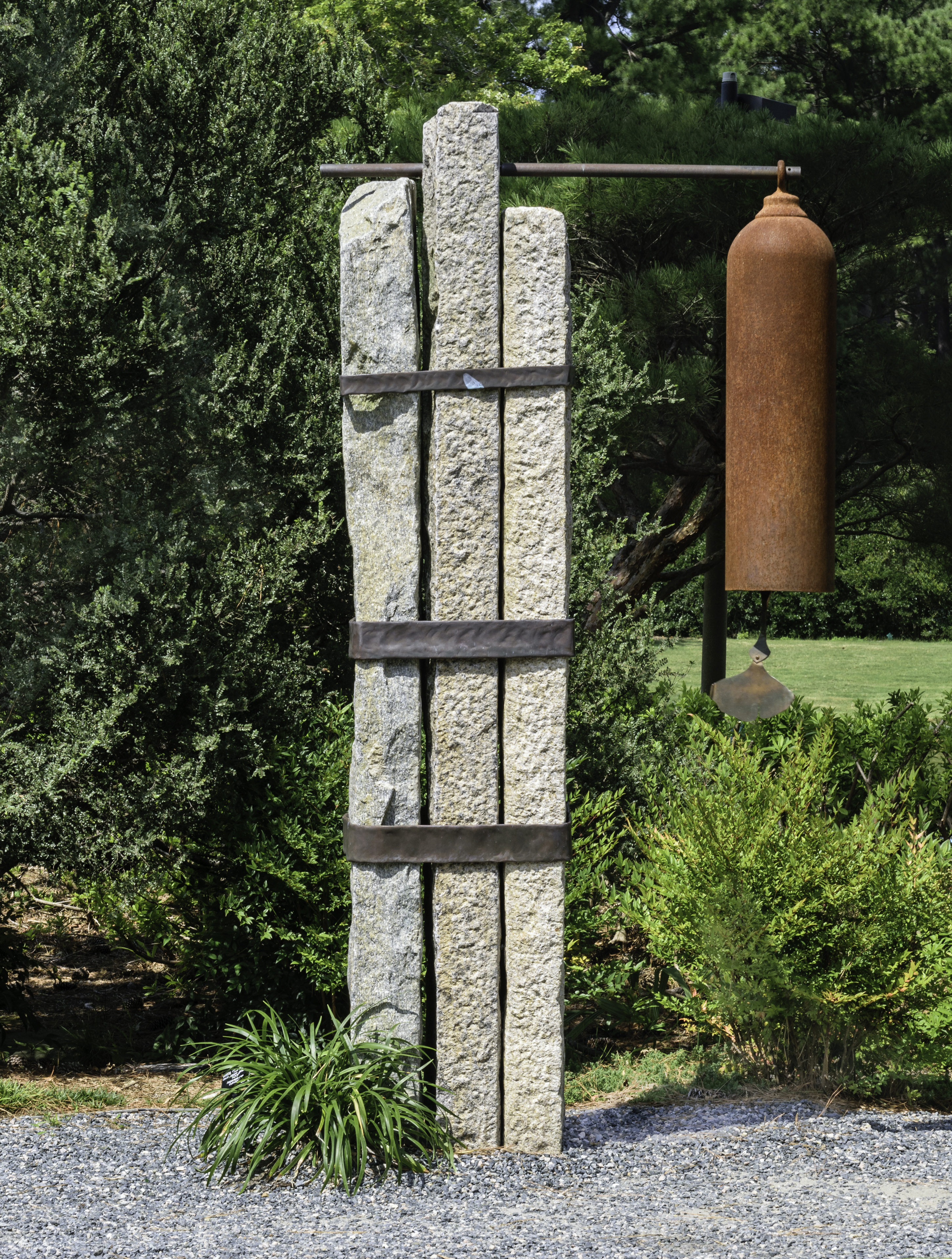
Campana in stile giapponese nel Japanese Garden
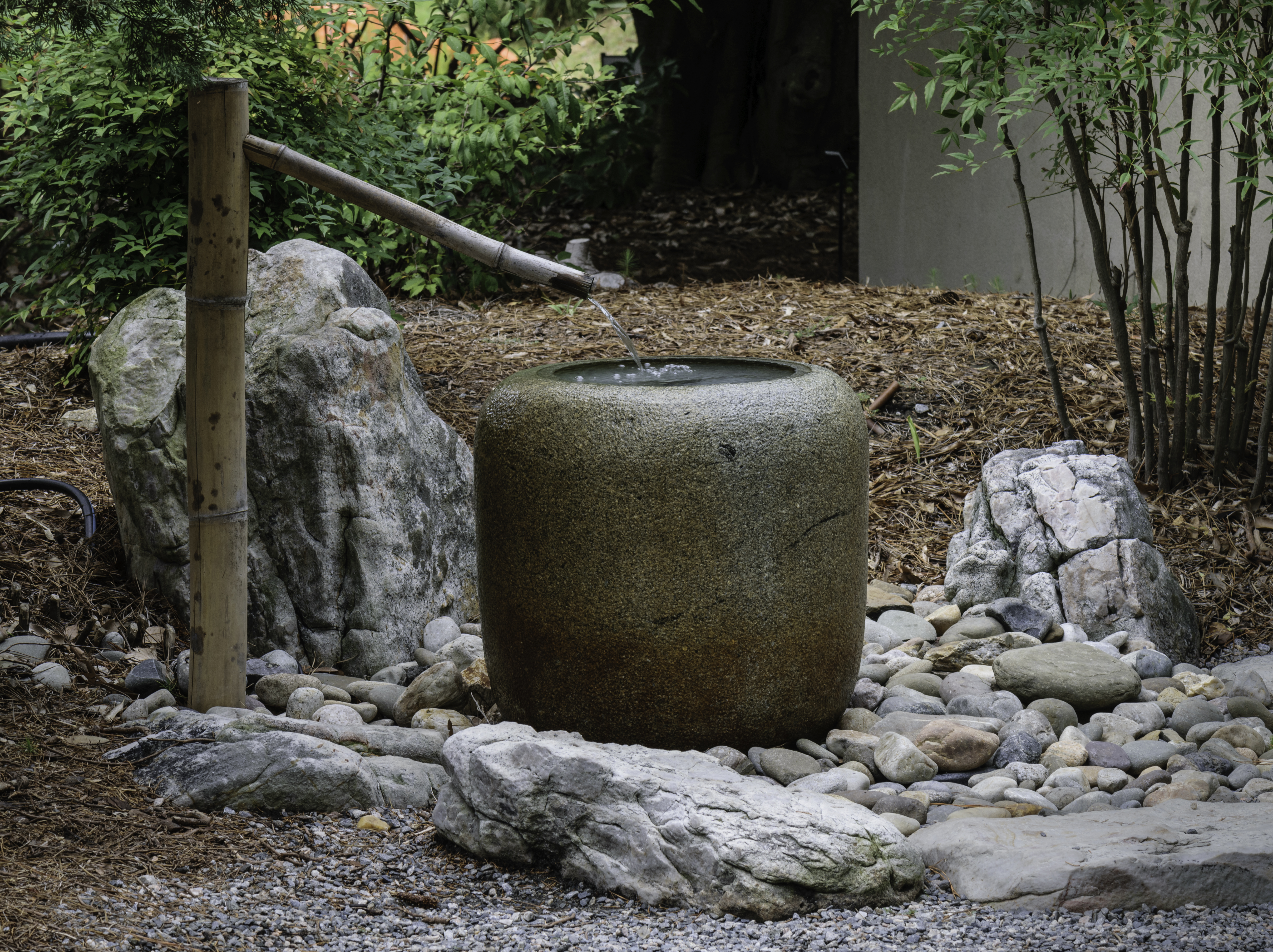
Fontana in stile giapponese nel Japanese Garden
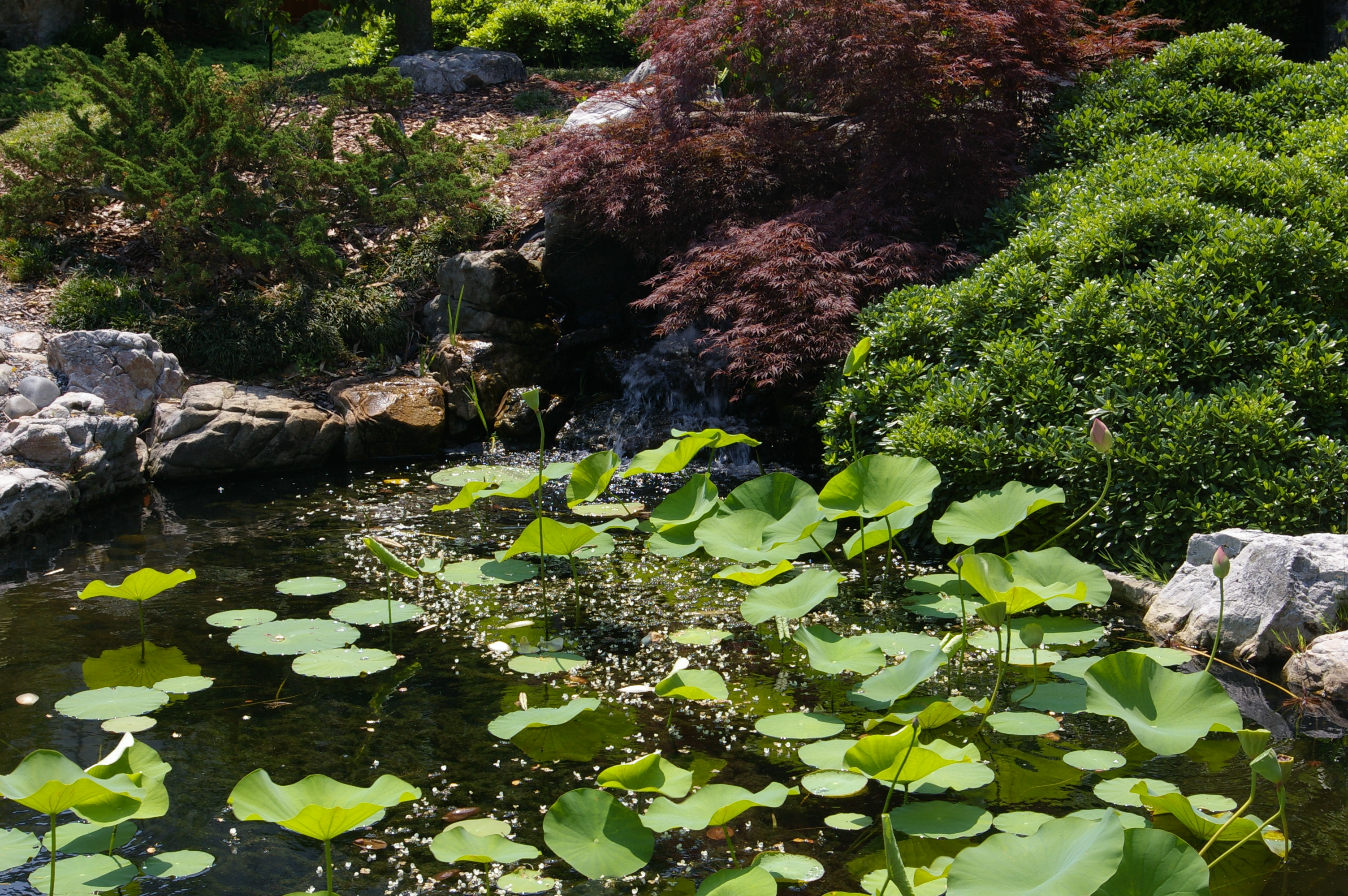
Cascata nel giardino giapponese
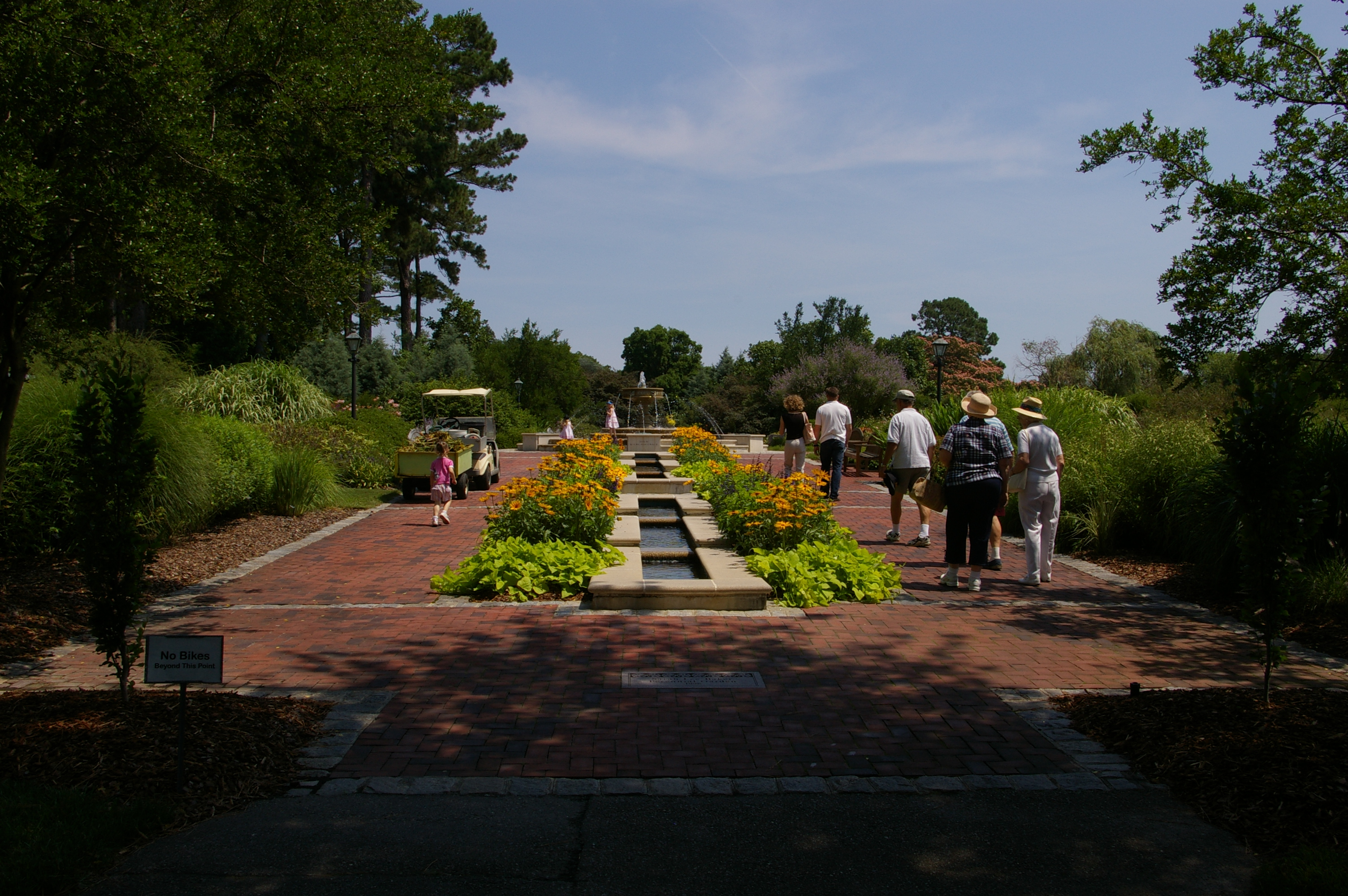
Fontana nel Perennial Garden
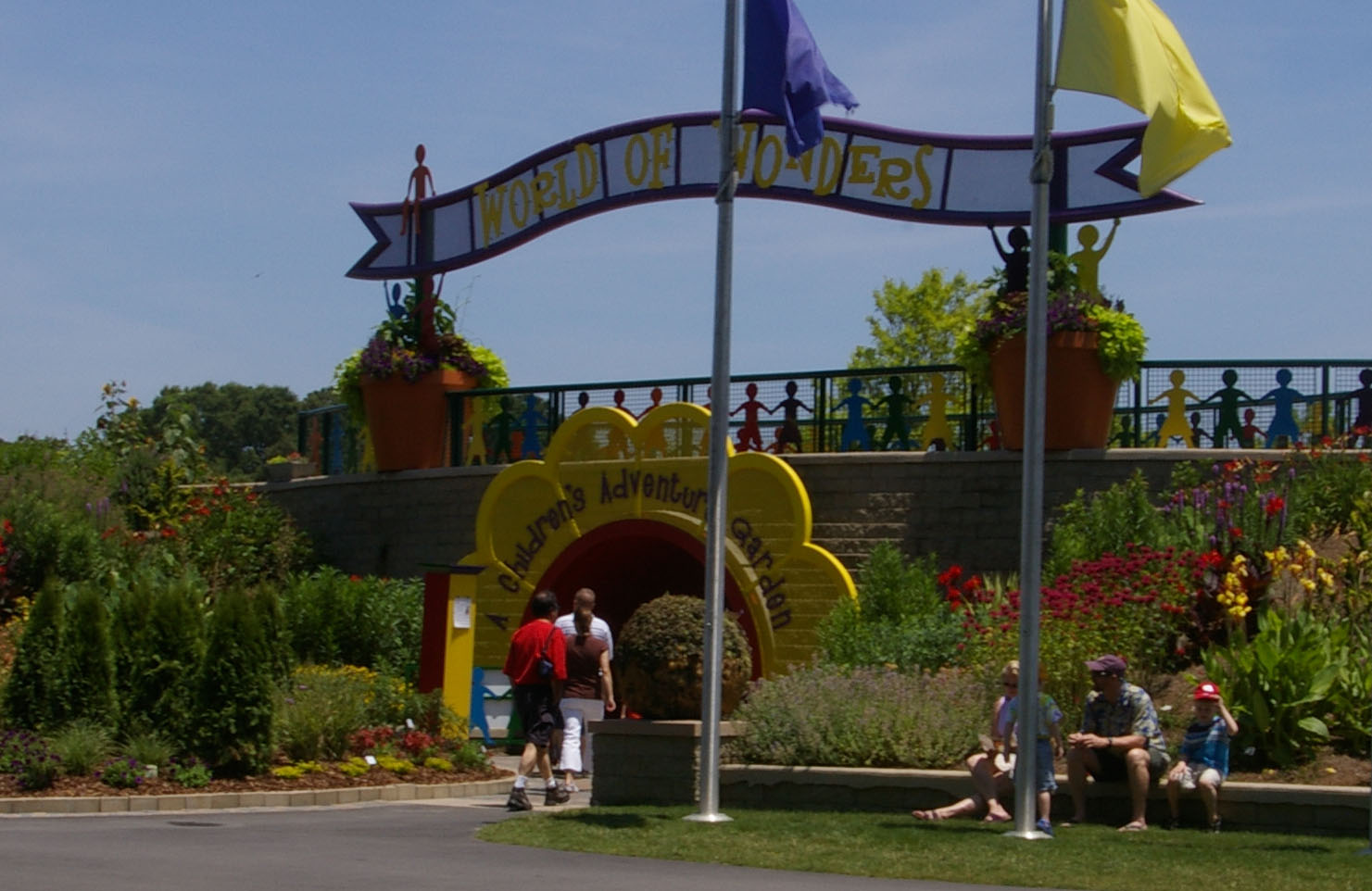
Entrata al World of Wonders
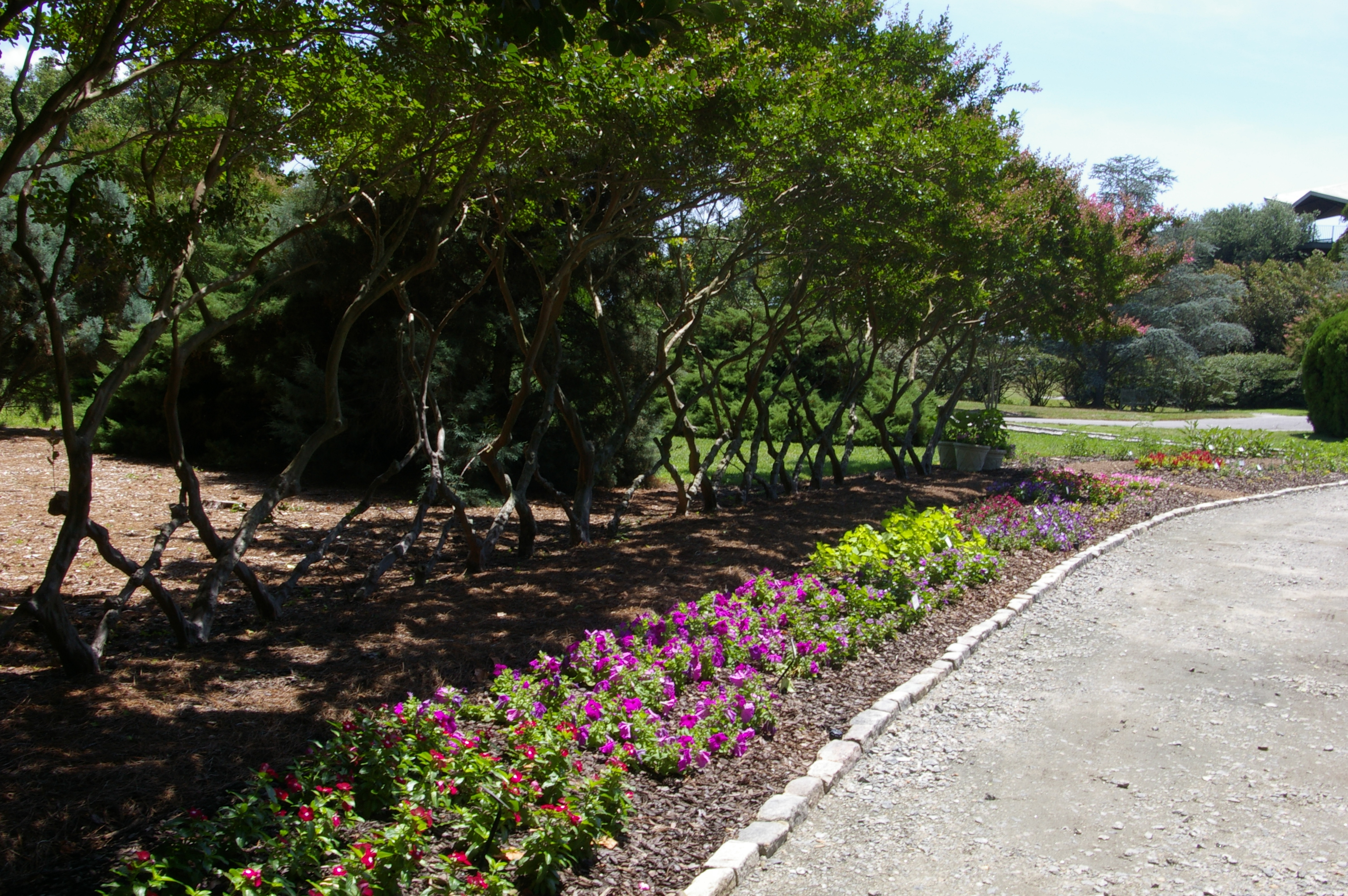
Border Walk